# FK Sloga Doboj
FK Sloga Meridian (serb. cyr. ФК Слога Добој, bośn. FK Sloga Doboj) – bośniacki klub piłkarski, mający siedzibę w mieście Doboj, na północy kraju, grający od sezonu 2022/23 w Premijer lidze.

## Historia
Chronologia nazw:
- 1945: FK Sloga Doboj (serb. cyr. ФК Слога Добој)

Klub piłkarski FK Sloga został założony w Doboju 19 lipca 1945 roku. Sloga (tłum. z języka serb. - "hasło"). Od 1945 rozpoczęto rozgrywać mistrzostwa nowej Jugosławii. W sezonie 1947/48 zespół debiutował w Republičkiej lidze NR Bosne i Hercegovine (D3), zajmując trzecie miejsce w grupie VI. W następnym sezonie 1948/49 grał w eliminacjach o prawo gry w zredukowanej lidze republikańskiej. W pierwszym barażu wygrał 2:0, 2:1 z Milicionar Sarajewo, ale w dodatkowym barażu po remisie 1:1, 1:1 dalej awansowała Bosna Sarajewo. Sezon 1950 spędził w obwodowej lidze Tuzla (D4). Po roku wrócił do ligi republikańskiej. W 1952 po reorganizacji systemu lig (Druga savezna liga Jugosławii została rozwiązana, a zamiast niej grano w wielu regionalnych grupach), klub grał na zapleczu ekstraklasy, zajmując drugie miejsce w grupie 2B Pododdziału Tuzla. W następnym sezonie 1952/53 wrócono do rozgrywek systemem jesień-wiosna, a klub po wygraniu kwalifikacji zajął trzecie miejsce w Podsaveznej nogometnej lidze – Tuzla (D2). W sezonie 1953/54 Republička liga NR Bosne i Hercegovine spadła do trzeciego poziomu.
Następnie na drugim poziomie jugosłowiańskiej piłki nożnej klub grał jeszcze w sezonach: 1955–1958, 1983/84 i 1986/87.
Kiedy w 1992 roku wybuchła wojna w Jugosławii klub nie rozgrywał oficjalnych gier aż do 1995 roku. Po zakończeniu wojny klub startował w pierwszej lidze Republiki Serbskiej (D1), zajmując piąte miejsce w grupie wschodniej (w latach 1995-2002 Prva liga RS była najwyższym poziomem - tak jak Republika Serbska bojkotowała Związek Piłkarski Bośni i Hercegowiny, ale nie była uznana przez UEFA). W 1998 spadł na rok do drugiej ligi Republiki Serbskiej. Po zakończeniu sezonu 1999/00 zespół ponownie spadł do drugiej ligi. Od sezonu 2002/03 po porozumieniu ze Związkiem Piłki Nożnej Bośni i Hercegowiny druga liga Republiki Serbskiej spadła w hierarchii na trzeci poziom po bośniackiej Premijer Lidze oraz zapleczu (pierwsza liga Bośni i Hercegowiny i pierwsza liga Republiki Serbskiej). W sezonie 2002/03 zespół zwyciężył w grupie zachodniej i wrócił do pierwszej ligi Republiki Serbskiej (D2). W 2014 spadł do drugiej ligi serbskiej. Po dwóch latach wrócił do pierwszej ligi. Po kolejnych dwóch latach w 2018 ponownie został zdegradowany na dwa lata do drugiej ligi. Od sezonu 2020/21 gra w pierwszej lidze serbskiej.

## Barwy klubowe, strój, herb, hymn
|  |  |

Klub ma barwy czerwono-białe. Piłkarze domowe spotkania zazwyczaj grają w czerwonych koszulkach, czerwonych spodenkach oraz białych getrach.

## Sukcesy

### Trofea międzynarodowe
Do chwili obecnej klub jeszcze nigdy nie zakwalifikował się do rozgrywek europejskich.

### Trofea krajowe
Bośnia i Hercegowina
| \| \| Zdobyte trofea w rozgrywkach Bośni i Hercegowiny (stan na: 31-05-2021) \| |                                                                        |      |                                                                                     |
| Rozgrywki                                                                       | Osiągnięcie                                                            | Razy | Sezon(y)                                                                            |
| Mistrzostwo                                                                     | I miejsce                                                              | 0    |                                                                                     |
| Mistrzostwo                                                                     | II miejsce                                                             | 0    |                                                                                     |
| Mistrzostwo                                                                     | III miejsce                                                            | 0    |                                                                                     |
| Puchar                                                                          | zdobywca                                                               | 0    |                                                                                     |
| Puchar                                                                          | finalista                                                              | 0    |                                                                                     |
| Puchar                                                                          | ćwierćfinalista                                                        | 1    | 2009/10                                                                             |
| II liga                                                                         | I miejsce                                                              | 0    |                                                                                     |
| II liga                                                                         | II miejsce                                                             | 4    | 1998/99 (grupa Centar), 2000/01 (grupa Zapad), 2007/08 (liga RS), 2011/12 (liga RS) |
| II liga                                                                         | III miejsce                                                            | 0    |                                                                                     |
| Bośnia i Hercegowina                                                            | Zdobyte trofea w rozgrywkach Bośni i Hercegowiny (stan na: 31-05-2021) |      |                                                                                     |

- Druga liga Republike Srpske (III poziom):
  - mistrz (2): 2002/03 (Zapad), 2015/16 (Zapad)
  - 3.miejsce (1): 2019/20 (Zapad)

- Mistrzostwa Republiki Serbskiej:
  - 3.miejsce (1) 1996/97 (Zapad)

- Puchar Republiki Serbskiej:
  - finalista (2): 1993/94, 2004/05

Jugosławia
| \| \| Zdobyte trofea w rozgrywkach Jugosławii (stan na: 31-05-1991) \| |                                                               |      |                       |
| Rozgrywki                                                              | Osiągnięcie                                                   | Razy | Sezon(y)              |
| Mistrzostwo                                                            | I miejsce                                                     | 0    |                       |
| Mistrzostwo                                                            | II miejsce                                                    | 0    |                       |
| Mistrzostwo                                                            | III miejsce                                                   | 0    |                       |
| Puchar                                                                 | zdobywca                                                      | 0    |                       |
| Puchar                                                                 | finalista                                                     | 0    |                       |
| Puchar                                                                 | ćwierćfinalista                                               | 1    | 1981/82               |
| II liga                                                                | I miejsce                                                     | 0    |                       |
| II liga                                                                | II miejsce                                                    | 1    | 1952 (grupa 2B Tuzla) |
| II liga                                                                | III miejsce                                                   | 1    | 1952/53 (grupa Tuzla) |
|                                                                        | Zdobyte trofea w rozgrywkach Jugosławii (stan na: 31-05-1991) |      |                       |

- Podsavezna nogometna liga / Zonska liga BiH / Međuzonska liga / Republička liga BiH / Međurepublička liga (III poziom):
  - mistrz (5): 1958/59 (grupa Tuzla), 1960/61 (grupa Tuzla), 1972/73 (Tuzla), 1982/83 (liga BiH), 1985/86 (liga BiH)
  - wicemistrz (6): 1959/60 (grupa Tuzla), 1969/70 (Tuzla), 1971/72 (Tuzla), 1973/74 (liga BiH), 1975/76 (liga BiH), 1981/82 (liga BiH)
  - 3.miejsce (3): 1947/48 (Tuzlanski okrug. IX.grupa), 1966/67 (Tuzla), 1967/68 (Tuzla),
- Mistrzostwa Bośni i Hercegowiny:
  - mistrz (2): 1982/83, 1985/86
  - wicemistrz (3): 1973/74, 1975/76, 1981/82

## Poszczególne sezony

### Rozgrywki międzynarodowe

#### Europejskie puchary
Nie uczestniczył w rozgrywkach europejskich.

### Rozgrywki krajowe
Bośnia i Hercegowina
| \| Bośnia i Hercegowina \| Bilans występów klubu w rozgrywkach piłkarskich Bośni i Hercegowiny (Stan na 31 maja 2021 r.) \| \| |                                                                                               |        |       |   |   |   |    |    |     |                                                      |        |        |      |
| Poziom | Rozgrywki                                                                                     | Sezony | Mecze | Z | R | P | B+ | B– | Pkt | Lata                                                 | Awanse | Spadki | Naj. |
| I | Premijer liga (do 2002-Prva liga RS)                                                          | 4      |       |   |   |   |    |    |     | 1995–1998, 1999/00                                   | 0      | 2      | 3    |
| II | Prva liga Republike Srpske (do 2002-Druga liga RS)                                            | 17     |       |   |   |   |    |    |     | 1998/99, 2000–2002, 2003–2014, 2016–2018, od 2020/21 | 1      | 3      | 2    |
| III | Druga liga Republike Srpske                                                                   | 5      |       |   |   |   |    |    |     | 2002/03, 2014–2016, 2018–2020                        | 3      | 0      | 1    |
| IV | Regionalna liga Republike Srpske                                                              | 0      |       |   |   |   |    |    |     |                                                      | 0      | 0      |      |
| | Puchar Bośni i Hercegowiny                                                                    | 5      |       |   |   |   |    |    |     | od 2004                                              | 0      | 0      | 1/4  |
| Bośnia i Hercegowina | Bilans występów klubu w rozgrywkach piłkarskich Bośni i Hercegowiny (Stan na 31 maja 2021 r.) |        |       |   |   |   |    |    |     |                                                      |        |        |      |

Jugosławia
| \| \| Bilans występów klubu w rozgrywkach piłkarskich Jugosławii (Stan na 31 maja 1991 r.) \| | |        |       |   |   |   |    |    |     |                                                                      |        |        |      |
| Poziom                                                                                        | Rozgrywki | Sezony | Mecze | Z | R | P | B+ | B– | Pkt | Lata                                                                 | Awanse | Spadki | Naj. |
| I                                                                                             | Prva savezna ligа | 0      |       |   |   |   |    |    |     |                                                                      | 0      | 0      |      |
| II                                                                                            | Potsavez Tuzla / Podsavezna nogometna liga / 2. liga                                                                         | 7      |       |   |   |   |    |    |     | 1952–1953, 1955–1958, 1983/84, 1986/87                               | 0      | 4      | 2    |
| III                                                                                           | Republička liga NR Bosne i Hercegovine / zonska liga BiH / Međuzonska liga BiH / Tuzlanska zonska liga / Međurepublička liga | 33     |       |   |   |   |    |    |     | 1947–1949, 1951, 1953/54, 1958–1961, 1964–1983, 1984–1986, 1987–1992 | 4      | 3      | 1    |
| IV                                                                                            | Oblasna liga Tuzla, Podsavezna nogometna liga. Tuzla                                                                         | 5      |       |   |   |   |    |    |     | 1950, 1954/55, 1961–1964                                             | 3      | 0      | 1    |
|                                                                                               | Puchar Jugosławii | 3      |       |   |   |   |    |    |     | 1948–1982                                                            | 0      | 0      | 1/4  |
|                                                                                               | Bilans występów klubu w rozgrywkach piłkarskich Jugosławii (Stan na 31 maja 1991 r.)                                         |        |       |   |   |   |    |    |     |                                                                      |        |        |      |

## Struktura klubu

### Stadion
Klub piłkarski rozgrywa swoje mecze domowe na stadionie Luke w Doboju, który może pomieścić 3.000 widzów.

## Kibice i rywalizacja z innymi klubami

### Derby
- FK Željezničar Doboj
- FK Ljubić Prnjavor
- FK Modriča Maxima
- FK Sloboda Tuzla
- FK Tekstilac Derventa
- NK TOŠK Tešanj